# Powiat Kufstein
Powiat Kufstein (niem. Bezirk Kufstein) – powiat w Austrii, w kraju związkowym Tyrol. Siedziba powiatu znajduje się w mieście Kufstein.

## Geografia
Południowa część powiatu leży w Alpach Centralnych. Centrum i północ powiatu leży zaś w Północnych Alpach Wapiennych. Południowa część graniczy z powiatem Kitzbühel w Alpach Kitzbühelskich, pozostała granica z tym powiatem przebiega w górach Kaisergebirge. Najbardziej wysunięta na północ część powiatu znajduje się w Chiemgauer Alpen. Reszta granicy z niemiecką Bawarią i środkowa część powiatu to góry Rofan.
Przez obszar powiatu płynie Inn, który wytworzył dolinę, znajdują się tam większe miejscowości i autostrada A12.

## Podział administracyjny
Powiat podzielony jest na 30 gmin, w tym trzy gminy miejskie (Stadt), dwie gminy targowe (Marktgemeinde) oraz 25 gmin wiejskich (Gemeinde).
| Miasta 1. Kufstein (19 930) 2. Rattenberg (459) 3. Wörgl (14 403) Gminy targowe 1. Brixlegg (3 059) 2. Kundl (4891) | Gminy 1. Alpbach (2572) 2. Angath (1023) 3. Angerberg (1933) 4. Bad Häring (2970) 5. Brandenberg (1564) 6. Breitenbach am Inn (3515) 7. Ebbs (5874) 8. Ellmau (2896) 9. Erl (1604) 10. Kirchbichl (5983) 11. Kramsach (5041) 12. Langkampfen (4241) 13. Mariastein (452) 14. Münster (3559) 15. Niederndorf (2881) 16. Niederndorferberg (735) 17. Radfeld (2564) 18. Reith im Alpbachtal (2797) 19. Rettenschöss (573) 20. Scheffau am Wilden Kaiser (1585) 21. Schwoich (2593) 22. Söll (3740) 23. Thiersee (3162) 24. Walchsee (2149) 25. Wildschönau (4342) |

(liczba mieszkańców 1 stycznia 2023)